# نبویسا شپانوویچ
نبویسا شپانوویچ (انگلیسی: Nebojša Šćepanović؛ زادهٔ ۴ دسامبر ۱۹۶۷) بازیکن سابق فوتبال اهل مونته‌نگرو است که در پست هافبک بازی می‌کرد.